# Guadalupe (Antioquia)

Bandeira de Guadalupe.

Localização de Guadalupe, no departamento de Antioquia.

Guadalupe é uma cidade e município da Colômbia, no departamento de Antioquia. Dista 112 quilômetros de Medellín, a capital do departamento.